# Campeonato Europeo de Vóley Playa de 1993
El I Campeonato Europeo de Vóley Playa se celebró en Almería (España) entre el 12 y el 16 de agosto de 1993 bajo la organización de la Confederación Europea de Voleibol (CEV) y la Real Federación Española de Voleibol.
Las competiciones se realizaron en un estadio construido temporalmente en la playa de El Palmeral de la ciudad andaluza.

## Medallistas
| Evento    | Oro                                             | Plata                                   | Bronce                                        |
| --------- | ----------------------------------------------- | --------------------------------------- | --------------------------------------------- |
| Masculino | Jean-Philippe Jodard Christian Penigaud Francia | Jan Kvalheim · Bjørn Maaseide · Noruega | Andrea Ghiurghi · Dionisio Lequaglie · Italia |

## Medallero
| Núm. | País    | Oro | Plata | Bronce | Total |
| ---- | ------- | --- | ----- | ------ | ----- |
| 1    | Francia | 1   | 0     | 0      | 1     |
| 2    | Noruega | 0   | 1     | 0      | 1     |
| 3    | Italia  | 0   | 0     | 1      | 1     |
|      | TOTAL   | 1   | 1     | 1      | 3     |